# Maria Anna del Palatinato-Neuburg
Maria Anna del Palatinato-Neuburg (in spagnolo: Mariana de Neoburgo; in tedesco: Maria Anna von der Pfalz-Neuburg; Düsseldorf, 28 ottobre 1667 – Guadalajara, 16 luglio 1740) era figlia di Filippo Guglielmo del Palatinato e della seconda moglie Elisabetta Amalia d'Assia-Darmstadt.

## Biografia

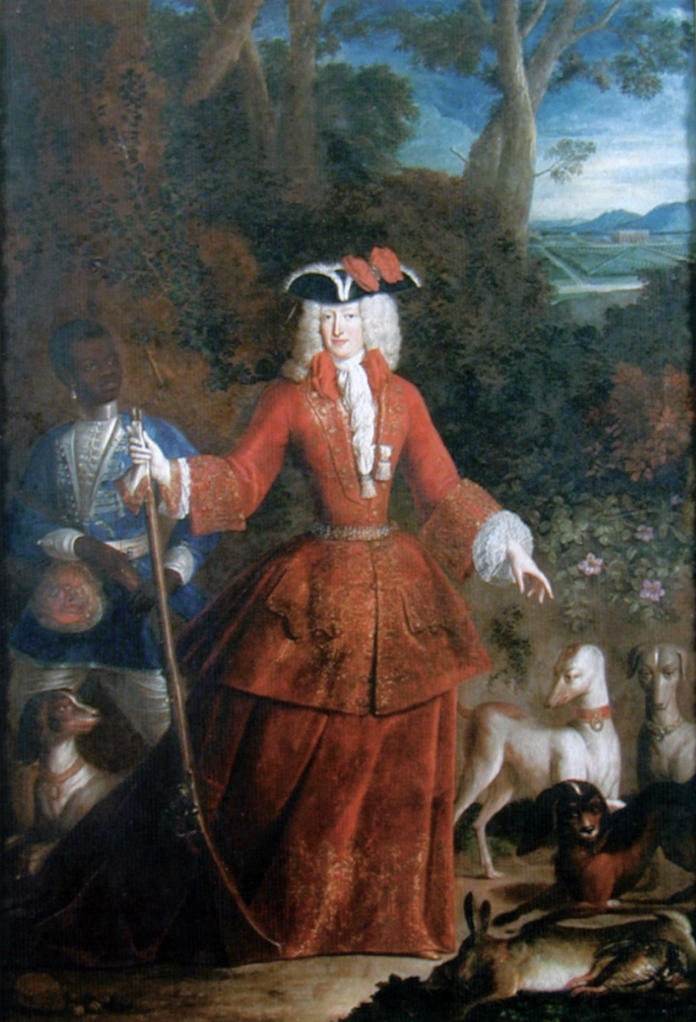
Maria Anna in abito da caccia, accompagnata da un Kammermohr.

Maria Anna era la dodicesima figlia dell'elettore palatino del Reno, Filippo Guglielmo di Neuburg, e di sua moglie Elisabetta Amalia di Assia-Darmstadt. Fu cresciuta con le sue sorelle nel castello di Neuburg in Germania.
Nel 1689, Maria Luisa d'Orléans, prima moglie del re Carlo II di Spagna morì, e i ministri spagnoli dovevano rapidamente trovargli una nuova sposa. Maria Anna fu scelta tra altre candidate per essere la seconda moglie del re a causa dell'alta fertilità delle donne della sua famiglia (sua madre aveva partorito 17 figli). In più, era la sorella di Eleonora di Neuburg, moglie dell'imperatore Leopoldo I rinforzando così i legami con il ramo austriaco della casata d'Asburgo. Era inoltre la nipote di Giorgio II d'Assia-Darmstadt.

### Matrimonio
Il matrimonio per procura ebbe luogo il 28 agosto 1689 ad Ingolstadt in Baviera, in presenza di suo cognato, l'imperatore Leopoldo, e di sua sorella, l'imperatrice Eleonora, tra i prestigiosi invitati. Tuttavia, Maria Anna non arrivò in Spagna che molti mesi più tardi, nel 1690. Sposò Carlo il 14 maggio 1690 a San Diego, vicino a Valladolid. Questo matrimonio restò sterile, a causa dei problemi di salute del re.
Durante il regno, Maria Anna fece subire al re delle crisi di rabbia e delle gravidanze immaginarie. In più, fu compromessa in molti complotti alla Corte Spagnola e voleva che suo nipote l'arciduca Carlo d'Austria diventasse il futuro re di Spagna. Va senz'altro detto, che non era in buoni rapporti con sua suocera Maria Anna d'Austria, la regina madre, che voleva che suo nipote, Giuseppe Ferdinando di Baviera, salisse al trono. Dopo numerose dispute con sua nuora, la regina madre decretò che: «Due soli non possono vivere nello stesso cielo».
Durante uno scontro più vivo degli altri, disse alla giovane regina:
«Imparate a vivere, Madame, e sappiate una volta per tutte che delle persone più elevate di Voi si sono inchinate davanti a me, delle persone su cui non avete un solo vantaggio. Voi siete la moglie di mio figlio, un onore che dovete a me sola». Fu qui che Maria Anna rispose: «È per questo che vi odio tanto!».
La maggior parte dei cortigiani spagnoli odiavano Maria Anna, in parte perché usava tutto il suo potere per ottenere denaro, che inviava alla sua famiglia palatina, ed anche perché continuava a volere dei quadri preziosi delle collezioni reali per inviarli ai suoi parenti in Germania.
Non di meno, l'economia del regno non era buona e Maria Anna dovette fare dei sacrifici finanziari. Fu costretta a vendere i propri gioielli per coprire le spese che il marito non aveva i mezzi per pagare. Se ne lamentò con la famiglia, scrivendo che le sue sorelle avevano una migliore dote della sua.
La sua rabbia si accrebbe quando scoprì che la precedente moglie di suo marito, Maria Luisa d'Orléans, aveva portato con sé dei magnifici gioielli quando aveva sposato Carlo. Sua madre, Elisabetta Amalia, scrisse in proposito:
«Non è vero che la regina ha avuto una dote più piccola delle sue sorelle. Né l'imperatrice, né la regina del Portogallo, né la principessa di Polonia hanno ricevuto più di lei. Certamente, non può compararsi con la figlia del duca d'Orlèans, che era la nipote del monarca più ricco del mondo, d'altro lato, io penso che è una vergogna che lei debba mettere in vendita i suoi gioielli per coprire le spese di suo marito».

### Vedovanza
Suo marito morì il 1º novembre 1700 a Madrid, e dispose nel suo testamento che la sua vedova ricevesse una rendita annua di 25.000 pesetas e che venisse trattata con rispetto dal suo successore. Tuttavia, il nuovo re, Filippo V, chiese che Maria Anna lasciasse Madrid prima della sua entrata nella capitale.
La regina non ebbe altra scelta che rifugiarsi nella città di Toledo, dove abitò nel vecchio e cupo Alcázar. Inviò molte lettere alla sua famiglia, in Germania, supplicandola di aiutarla. Nel 1702 il governatore di Toledo scrisse a Filippo V: «Mi preoccupa la regina Maria Anna, sono sinceramente dispiaciuto per questa povera dama, ma a dire il vero, tutto ciò che subisce è colpa sua, a causa del suo cattivo comportamento, e penso che quello che domando a Vostra Maestà è più illusorio che realistico. Ma se voi potete aiutare quella povera donna in questa situazione difficile, sarà anche un grande favore per me».
Malgrado tutto, Maria Anna dovette rassegnarsi a dimorare nel palazzo dell'Alcazar, dove la sua situazione continuava ad essere difficile. Nel Natale del 1704 la regina scrisse a sua madre, usando questi termini: «Sono completamente abbandonata da tutti, non mi danno la mia rendita... per questo non ho servitori, perché non ho il denaro per pagarli, e a volte non ho neanche abbastanza cibo...sono così triste che non posso far affidamento su nessuno e ho paura che tutto il mondo mi abbandoni».
Due anni dopo, nel 1706, il suo destino cambiò quando suo nipote, l'arciduca Carlo d'Austria occupò la città di Toledo con l'esercito imperiale. Naturalmente, Maria Anna ne fu raggiante e l'accolse con gioia. Ciò provocò l'ira del re Filippo V, che la cacciò dalla Spagna qualche mese dopo. Lei andò in Francia, a Bayonne, dove visse i decenni successivi in un misero appartamento a rue de Montaut, dimenticata da tutti. Nel 1721 il duca di Saint Simon, sulla strada per Madrid, le presentò delle lettere dal giovane Luigi XV e dal reggente, il duca d'Orléans, e annota nelle sue memorie lo stato di povertà della ex-regina. Nel gennaio del 1740, ormai anziana e gravemente ammalata, fu finalmente autorizzata da Filippo V a ritornare in Spagna. S'installò nel Palazzo dell'Infante, a Guadalajara, dove morì il 16 luglio 1740. Fu sepolta all'Escorial.

## Ascendenza
|                                           |                           |                                   | Genitori                            |  |  | Nonni |  |  | Bisnonni                             |  |  | Trisnonni                           |  |
|                                           |                           |                                   |                                     |  |  |       |  |  | Filippo Luigi del Palatinato-Neuburg |  |  | Volfango del Palatinato-Zweibrücken |  |
|                                           |                           |                                   |                                     |  |  |       |  |  | Filippo Luigi del Palatinato-Neuburg |  |  | Volfango del Palatinato-Zweibrücken |  |
|                                           |                           | Anna d'Assia                      |                                     |  |  |       |  |  | Filippo Luigi del Palatinato-Neuburg |  |  |                                     |  |
| Volfango Guglielmo del Palatinato-Neuburg |                           |                                   |                                     |  |  |       |  |  | Filippo Luigi del Palatinato-Neuburg |  |  |                                     |  |
|                                           |                           | Anna di Jülich-Kleve-Berg         | Guglielmo di Jülich-Kleve-Berg      |  |  |       |  |  |                                      |  |  |                                     |  |
|                                           |                           | Anna di Jülich-Kleve-Berg         | Guglielmo di Jülich-Kleve-Berg      |  |  |       |  |  |                                      |  |  |                                     |  |
|                                           |                           | Anna di Jülich-Kleve-Berg         | Maria d'Austria                     |  |  |       |  |  |                                      |  |  |                                     |  |
| Filippo Guglielmo del Palatinato          |                           | Anna di Jülich-Kleve-Berg         |                                     |  |  |       |  |  |                                      |  |  |                                     |  |
|                                           |                           | Guglielmo V di Baviera            | Alberto V di Baviera                |  |  |       |  |  |                                      |  |  |                                     |  |
|                                           |                           | Guglielmo V di Baviera            | Alberto V di Baviera                |  |  |       |  |  |                                      |  |  |                                     |  |
|                                           |                           | Guglielmo V di Baviera            | Anna d'Austria                      |  |  |       |  |  |                                      |  |  |                                     |  |
| Maddalena di Baviera                      |                           | Guglielmo V di Baviera            |                                     |  |  |       |  |  |                                      |  |  |                                     |  |
|                                           |                           | Renata di Lorena                  | Francesco I di Lorena               |  |  |       |  |  |                                      |  |  |                                     |  |
|                                           |                           | Renata di Lorena                  | Francesco I di Lorena               |  |  |       |  |  |                                      |  |  |                                     |  |
|                                           |                           | Renata di Lorena                  | Cristina di Danimarca               |  |  |       |  |  |                                      |  |  |                                     |  |
| Maria Anna del Palatinato-Neuburg         |                           | Renata di Lorena                  |                                     |  |  |       |  |  |                                      |  |  |                                     |  |
|                                           | Luigi V d'Assia-Darmstadt | Giorgio I d'Assia-Darmstadt       |                                     |  |  |       |  |  |                                      |  |  |                                     |  |
|                                           | Luigi V d'Assia-Darmstadt | Giorgio I d'Assia-Darmstadt       |                                     |  |  |       |  |  |                                      |  |  |                                     |  |
|                                           | Luigi V d'Assia-Darmstadt | Maddalena di Lippe                |                                     |  |  |       |  |  |                                      |  |  |                                     |  |
| Giorgio II d'Assia-Darmstadt              | Luigi V d'Assia-Darmstadt |                                   |                                     |  |  |       |  |  |                                      |  |  |                                     |  |
|                                           |                           | Maddalena di Brandeburgo          | Giovanni Giorgio di Brandeburgo     |  |  |       |  |  |                                      |  |  |                                     |  |
|                                           |                           | Maddalena di Brandeburgo          | Giovanni Giorgio di Brandeburgo     |  |  |       |  |  |                                      |  |  |                                     |  |
|                                           |                           | Maddalena di Brandeburgo          | Elisabetta di Anhalt-Zerbst         |  |  |       |  |  |                                      |  |  |                                     |  |
| Elisabetta Amalia d'Assia-Darmstadt       |                           | Maddalena di Brandeburgo          |                                     |  |  |       |  |  |                                      |  |  |                                     |  |
|                                           |                           | Giovanni Giorgio I di Sassonia    | Cristiano I di Sassonia             |  |  |       |  |  |                                      |  |  |                                     |  |
|                                           |                           | Giovanni Giorgio I di Sassonia    | Cristiano I di Sassonia             |  |  |       |  |  |                                      |  |  |                                     |  |
|                                           |                           | Giovanni Giorgio I di Sassonia    | Sofia di Brandeburgo                |  |  |       |  |  |                                      |  |  |                                     |  |
| Sofia Eleonora di Sassonia                |                           | Giovanni Giorgio I di Sassonia    |                                     |  |  |       |  |  |                                      |  |  |                                     |  |
|                                           |                           | Maddalena Sibilla di Hohenzollern | Alberto Federico di Prussia         |  |  |       |  |  |                                      |  |  |                                     |  |
|                                           |                           | Maddalena Sibilla di Hohenzollern | Alberto Federico di Prussia         |  |  |       |  |  |                                      |  |  |                                     |  |
|                                           |                           | Maddalena Sibilla di Hohenzollern | Maria Eleonora di Jülich-Kleve-Berg |  |  |       |  |  |                                      |  |  |                                     |  |
|                                           |                           | Maddalena Sibilla di Hohenzollern |                                     |  |  |       |  |  |                                      |  |  |                                     |  |

## Nella letteratura
Maria di Neuburg è uno dei personaggi principali del dramma romantico Ruy Blas (1838) di Victor Hugo, che la raffigura come una giovane regina infelice, trascurata dal re consorte e amata senza speranza dal servitore Ruy Blas, di cui ella ignora la vera identità e che anzi eleva col tempo, per stima e riconoscenza, ai più alti ranghi della corte, dandogli il titolo di Duca di Oviedo. Ruy Blas, alla fine, non esita a sacrificare la sua stessa vita per l'adorata sovrana, pur di sottrarla ad uno scandalo architettato ai suoi danni per condurla alla rovina.

## Nel cinema
Il dramma di Victor Hugo ha anche ispirato la commedia La Folie des grandeurs, realizzata per il cinema dal francese Gérard Oury nel 1971, dove il personaggio della regina di Spagna è interpretato da Karin Schubert.